# Principio del bilancio in cassa chiusa
Per principio del bilancio in cassa chiusa si intende quando tutti gli impegni dell'istituto di previdenza gestiti secondo il principio della capitalizzazione integrale devono essere coperti dal patrimonio di previdenza, tenendo conto soltanto dell'effettivo di assicurati e di beneficiari di rendite esistente (da cui il principio del bilancio in cassa chiusa) nel modo che le prestazioni possono essere effettuabili in quanto esigibili.

## Descrizione
Gli istituti di previdenza, nella gestione dei sistemi pensionistici pubblici, possono avere diversi sistemi di gestione finanziaria.
Nel caso in cui gestiscano sistemi pensionistici senza copertura patrimoniale significa che non attuano il principio della capitalizzazione integrale in quanto le obbligazioni sono coperte dalle entrate correnti (principio di cassa) e non dal patrimonio di previdenza raccolto con i contributi obbligatori per le assicurazioni obbligatorie.
Nel caso in cui gestiscano il sistema pensionistico pubblico nel rispetto del principio della capitalizzazione integrale, significa che le obbligazioni sia nei confronti dei pensionati che degli attivi, sono coperte dal patrimonio di previdenza e quindi esigibili e come deve risultare dal bilancio tecnico attuariale a gruppo chiuso ossia riferito agli attivi ed ai beneficiari.

## Nel mondo

### Italia
In Italia gli enti previdenziali di cui al D.Lgs. 103/1996 pur non rispettando integralmente il principio della capitalizzazione integrale, vi si avvicinano in quanto applicano il metodo di calcolo contributivo a capitalizzazione simulata sulla crescita fin dalla istituzione.
Il principio della capitalizzazione integrale è invece obbligatorio in Italia per i fondi pensione che raccolgono i versamenti degli aderenti volontari per cui il patrimonio di previdenza copre la riserva matematica degli impegni nei confronti degli attivi e dei beneficiari secondo il principio del bilancio in cassa chiusa.

### Svizzera
In Svizzera è prevista la deroga al principio del bilancio in cassa chiusa se "se la Confederazione, un Cantone o un Comune garantisce il versamento delle prestazioni".